# Ернест Лібераті
Ернест Лібераті (фр. Ernest Libérati: нар. 22 березня 1906, Оран, Французький Алжир — пом. 2 червня 1983) — французький футболіст, що грав на позиції нападника. Учасник першого чемпіонату світу.

## Спортивна кар'єра
На аматорському рівні виступав за команду «Ам'єн». В сезоні 1929/30 грав у півфіналі національного кубка — проти столичного «Расінга» (1:1, 1:3). Найвідомішим гравцем того складу був Поль Ніколя — учасник трьох футбольних турнірів на Олімпійських іграх. У 1932 році була заснована професіональна ліга. Керівництво «Ам'єна» вирішило залишитися на аматорському рівні, але декілька гравців стали професіоналами: зокрема, Ернест Лібераті перейшов до клубу «Фів», а Селестен Дельмер — до «Ексельсіора».
У дебютному сезоні зіграв 17 матчів і забив 11 м'ячів, а його клуб закріпився в елітній лізі. Чемпіонат 1933/34 команда з Лілля завершила на другій позиції, лише одним очком поступилися переможцю турніру — «Сету». Особистий внесок Лібераті — 25 ігор, 15 голів (26 відсотків від загальнокомандного здобутку). Наступний сезон пропустив через травму, а «Фіви» опустилися у другу половину турнірної таблиці.
У складі національної команди дебютував 23 лютого 1930 року. На стадіоні у Порту французи зазнали поразки від збірної Португалії (0:2). Навесні провів ще дві гри й потрапив до заявки на світову першість в Уругваї.
На турнір приїхали лише чотири європейських збірних: Бельгії, Румунії, Франції і Югославії. У стартовому матчі групи «А» французи здобули переконливу перемогу над збірною Мексики (4:1). На 19-й хвилині Люсьєн Лоран відкрив рахунок у грі, наприкінці першого тайму Марсель Ланжіє його подвоїв, а в другій половині Андре Машіно зробив «дубль». Але в наступних поєдинках зазнали мінімальних поразок від збірних Аргентини й Чилі. У підсумку третє місце, а переможці групи — аргентинці — дійшли до фіналу, де поступилися господарям змагання.
14 травня 1931 року на стадіоні в Коломбі, французи здобули сенсаційну перемогу над збірною Англії з рахунком 5:2. У воротах британського голкіпера відзначилися Едмон Дельфур, Марсель Ланжіє, Люсьєн Лоран і Робер Мерсьє (двічі). Це була друга поразка, на європейському континенті, в історії британської збірної й перша з великим рахунком.
В останньому матчі, відбірковому на другий чемпіонат світу, забив один із м'ячів у ворота збірної Люксембургу, але до заявки на турнір не потрапив.
1935 року отримав запрошення від «Сошо», в основі якого виступав провідний захисник національної збірної Етьєн Маттле, а також потужні форварди Андре Абегглен, Роже Куртуа і Андре Шимоні. Команда із Франш-Конте завершила чемпіонат на четвертій позиції й грала у півфіналі кубка Франції. Але внесок Лібераті був мінімальним — через травми провів лише шість матчів у чемпіонаті.
В наступному сезоні виступав за «Валансьєн» — команду другого дивізіону. 18 забитих м'ячів стали вагомим внеском для повернення клубу в еліту французького футболу. В деяких джерелах зазначається, що в сезоні 1937/38 був гравцем марсельського «Олімпіка» — але жодних статистичних підтверджень цього немає.

## Досягнення
- Віце-чемпіон Франції (1): 1934

## Статистика
Статистика виступів в офіційних матчах:
| Сезон             | Команда           | Чемпіонат         | Чемпіонат | Чемпіонат | Кубок | Кубок | Збірна | Збірна |
| Сезон             | Команда           | Ліга              | Ігри      | Голи      | Ігри  | Голи  | Ігри   | Голи   |
| ----------------- | ----------------- | ----------------- | --------- | --------- | ----- | ----- | ------ | ------ |
| 1929/30           | «Ам'єн»           | —                 | —         | —         | (2)   | (1)   | 3      | 1      |
| 1930/31           | «Ам'єн»           | —                 | —         | —         |       |       | 6      | 0      |
| 1931/32           | «Ам'єн»           | —                 | —         | —         |       |       | 7      | 2      |
| 1932/33           | «Фів»             | Д-1               | 17        | 11        |       |       | 1      | 0      |
| 1933/34           | «Фів»             | Д-1               | 25        | 15        |       |       | 2      | 1      |
| 1934/35           | «Фів»             | Д-1               |           |           | (1)   | (0)   | —      | —      |
| 1935/36           | «Сошо»            | Д-1               | 6         | 0         | (1)   | (0)   | —      | —      |
| 1936/37           | «Валансьєн»       | Д-2               | 32        | 18        |       |       | —      | —      |
| Усього за кар'єру | Усього за кар'єру | Усього за кар'єру | 80        | 44        | 4     | 1     | 19     | 4      |

Чемпіонат світу 1930 року:
| група «А» 13 липня 1930 |

| Франція                        | 4 — 1 | Мексика       |
| ------------------------------ | ----- | ------------- |
| Лоран 19', 40' Машіно 43', 87' | Звіт  | Карреньйо 70' |

| «Естадіо Посітос» (Монтевідео) Глядачів: 4 444 |

Франція: Алексіс Тепо, Марсель Ланжіє, Александр Віллаплан (), Ернест Лібераті, Андре Машіно, Етьєн Маттле, Марсель Пінель, Люсьєн Лоран, Марсель Капелль, Огюстен Шантрель, Едмон Дельфур. Тренер — Рауль Кодрон.
Мексика: Оскар Бонфільо, Хуан Карреньйо, Рафаель Гутьєррес (), Хосе Руїс, Альфредо Санчес, Луїс Перес, Іларіо Лопес, Діонісіо Мехія, Феліпе Росас, Мануель Росас, Ефраїн Амескуа. Тренер — Хуан Луке.
| група «А» 15 липня 1930 |

| Аргентина | 1 — 0 | Франція |
| --------- | ----- | ------- |
| Монті 81' | Звіт  |         |

| «Естадіо Парк Сентрал» (Монтевідео) Глядачів: 23 409 |

Аргентина: Анхель Боссіо, Франсіско Варальйо, Хосе Делья Торре, Луїс Монті, Хуан Еварісто, Маріо Еварісто, Мануель Феррейра (), Роберто Черро, Рамон Муттіс, Наталіо Перінетті, Педро Суарес. Тренер — Франсіско Оласар.
Франція: Алексіс Тепо, Ернест Лібераті, Андре Машіно, Етьєн Маттле, Марсель Пінель, Марсель Ланжіє, Александр Віллаплан (), Люсьєн Лоран, Марсель Капелль, Огюстен Шантрель, Едмон Дельфур. Тренер — Рауль Кодрон.
| група «А» 19 липня 1930 |

| Чилі         | 1 — 0 | Франція |
| ------------ | ----- | ------- |
| Субіабре 65' | Звіт  |         |

| «Естадіо Сентенаріо» (Монтевідео) Глядачів: 2 000 |

Чилі: Роберто Кортес, Томас Охеда, Карлос Відаль, Еберардо Вільялобос, Гільєрмо Ріверос, Гільєрмо Сааведра, Карлос Шнебергер, Гільєрмо Субіабре, Артуро Торрес, Казіміро Торрес, Ернесто Чапарро. Тренер — Дьордь Орт.
Франція: Алексіс Тепо, Еміль Венант, Ернест Лібераті, Етьєн Маттле, Марсель Пінель, Марсель Капелль, Огюстен Шантрель, Едмон Дельфур, Селестен Дельмер, Марсель Ланжіє, Александр Віллаплан (). Тренер — Рауль Кодрон.